# Myrsine alyxifolia
Myrsine alyxifolia är en viveväxtart som beskrevs av Edward Yataro Hosaka. Myrsine alyxifolia ingår i släktet Myrsine och familjen viveväxter. Inga underarter finns listade i Catalogue of Life.